# Hatpipalya
Hatpipalya è una suddivisione dell'India, classificata come nagar panchayat, di 15.937 abitanti, situata nel distretto di Dewas, nello stato federato del Madhya Pradesh. In base al numero di abitanti la città rientra nella classe IV (da 10.000 a 19.999 persone).

## Geografia fisica
La città è situata a 22° 46' 0 N e 76° 17' 60 E e ha un'altitudine di 485 m s.l.m..

## Società

### Evoluzione demografica
Al censimento del 2001 la popolazione di Hatpipalya assommava a 15.937 persone, delle quali 8.308 maschi e 7.629 femmine. I bambini di età inferiore o uguale ai sei anni assommavano a 2.538, dei quali 1.332 maschi e 1.206 femmine. Infine, coloro che erano in grado di saper almeno leggere e scrivere erano 9.410, dei quali 5.846 maschi e 3.564 femmine.